# История танца
Исто́рия та́нца — историческое и культуроведческое; одна из дисциплин театроведения, которая изучает танец в его временном развитии в тесной связи с экономической и социальной средой и географией возникновения и распространения.

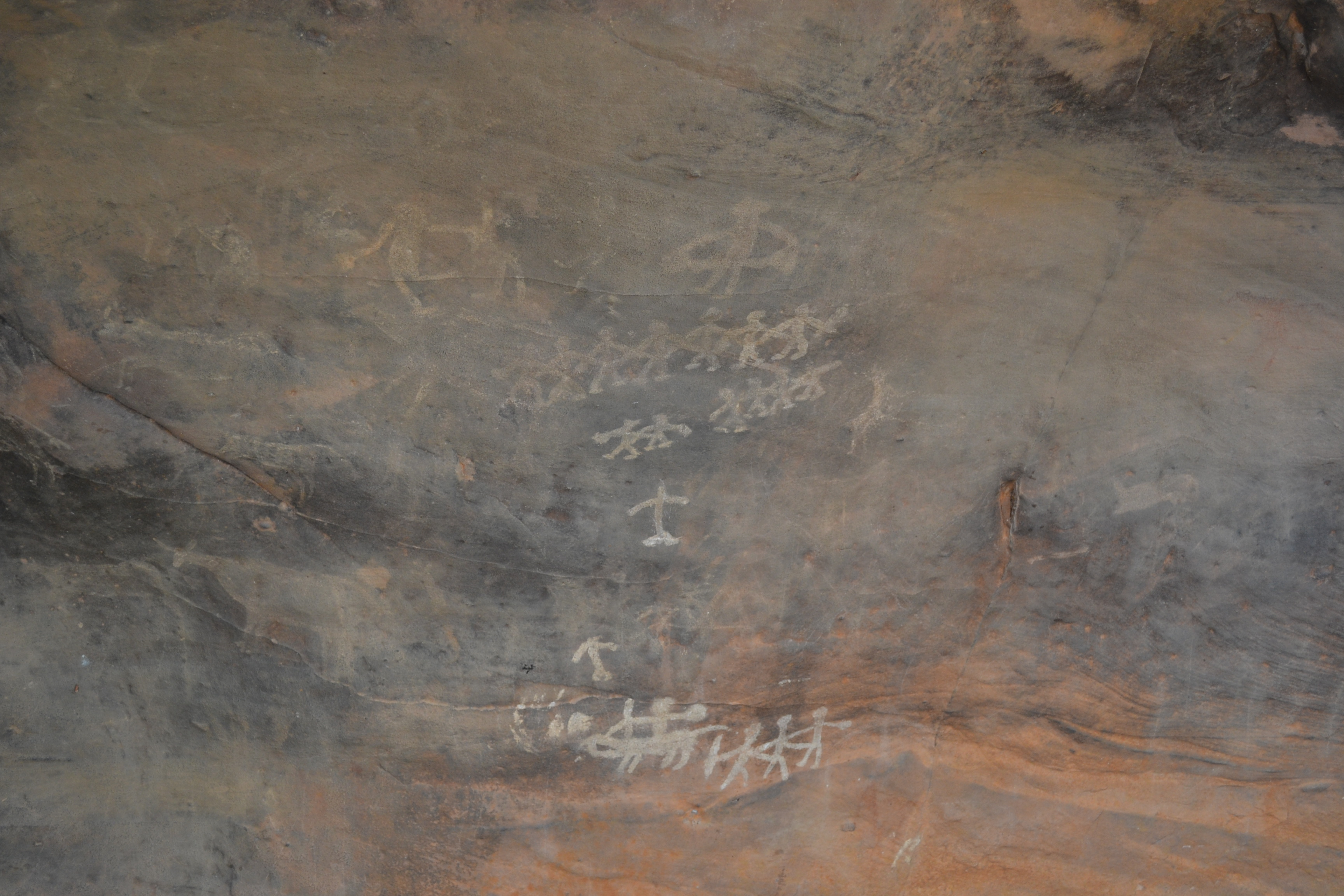
Мезолитические танцоры. Наскальные изображения в Бхимбетке, Центральная Индия. Созданы около 10 тыс. лет назад

В отличие от прочих видов человеческой деятельности, танец нечасто оставлял четко идентифицируемые материальные свидетельства, способные просуществовать тысячелетия, подобно каменным орудиям, домашнему снаряжению или пещерной живописи. Невозможно точно определить период, когда танец стал частью культуры человеческого общества, однако несомненно, что ещё до появления древнейших цивилизаций он являлся важным элементом церемоний, ритуалов, празднований и увеселительных мероприятий. Существуют доисторические свидетельства наличия танца у древних народов, например, изображения танцующих в скальных жилищах Бхимбетка (Нукусе) и древнеегипетских захоронениях, датируемых 3 300 годом до н.э.
Первым примером планомерного использования танца, возможно, было сопровождение сказания мифов. Танец мог использоваться для выражения чувств к лицу противоположного пола и был связан с любовной игрой. До возникновения письменности он служил одним из способов передачи сказаний. Танцевальные позы изучались выдающимися греческими скульпторами с целью изображения чувств средствами скульптуры.

## Ближний Восток

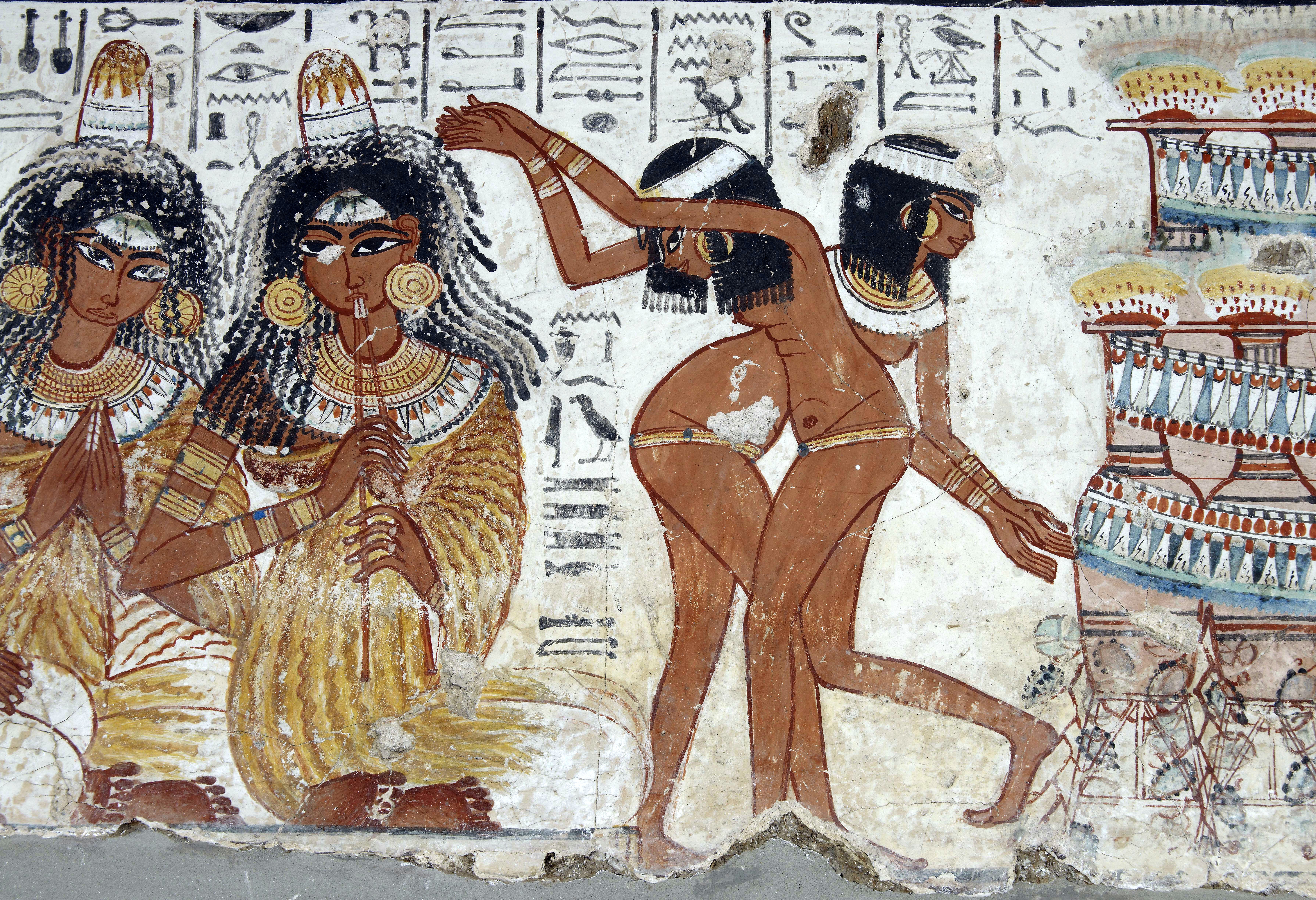
Танец в Египетской живописи, ок. 1400 до н. э.

В Ветхом Завете неоднократно встречаются упоминания о плясках. Силоамские девушки плясали в хороводах (Суд. 21:21). Царь Давид, обнажившись, плясал перед ковчегом Завета (2Цар. 6:16). Археологические данные свидетельствуют о существовании коллективных женских танцев в Древнем Египте (Гробница Ур-ари-эн-Птах, 6-я династия). Самой известной древней танцовщицей Ближнего Востока была идумеянка Саломея. Мистическое значение танца (Сама) как средства вхождения в транс сохранилось у средневековых дервишей.

## Индия
Глубокие танцевальные традиции имеет индийская культура. Танец был характерным действием бога Шивы (Натараджа). Индийский трактат по танцу назывался Натьяшастра, где описаны не только виды танцы, но и танцевальные переходы (карана). У всех форм классического танца в Индии есть два аспекта: Нритта и Нритья. Нрита можно охарактеризовать как чистый танец, то есть абстрактные движения тела, согласованные с хастами (жестами рук). Нритья - это сочетание чистого танца с сюжетным. В Индии существует поэмы, специально написанные для исполнения в танце. Например, "Гитаговинда" Джаядевы. Поскольку танцы изначально занимали большое место в храмовых ритуалах, архитектор на территории храма предусматривал специальную площадку. Некоторую популярность индийские танцы в Европе приобрели благодаря Мата Хари.

## Дальний Восток
В Китае танец сохранил архаические ритуальные черты, исполняемые коллективно во время общенародных праздников: танец льва и танец дракона. В Японии профессия танцовщицы переплеталась с профессией жрицы (мико). Танец представлял собой пантомиму, которая содержала в себе определенное повествование (Кагура). Развитый японский танец получил название Нихон-буё, суть которого раскрывалась в чередовании определенных заранее заученных поз (ката). Танец считался неотъемлемым элементом женского образования, наряду с икебаной и каллиграфией. Существенным атрибутом японских танцовщиц был веер. На Востоке танец содержательно был неотделим от театра (но, кабуки).

## Древняя Греция

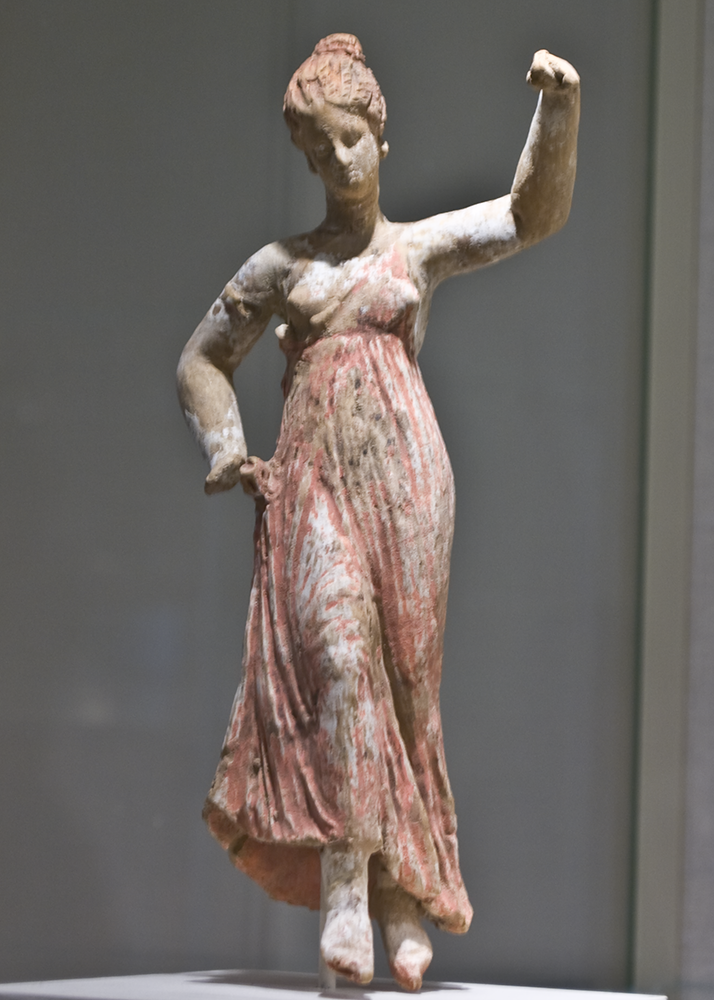
Танцующая менада, древнегреческая терракотовая статуэтка

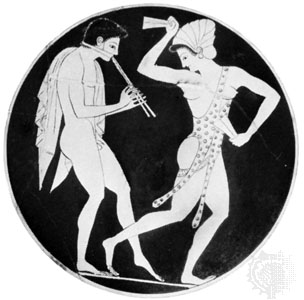
Авлет и танцовщица с кроталами. Изображение на античном краснофигурном килике (ок. 520 г. до н.э.; ч/б фото цв. оригинала). Британский музей (Лондон)

Танец (греч. Χορός) широко был представлен в культуре Древней Греции. От греческого наименования танца происходит понятие хореография. Среди греческих богинь была особая богиня танца Терпсихора. Широко представлены религиозные танцы, которые исполняли корибанты и вакханки. Важным значением Древней Греции была определенная секуляризация танца. Существовали также брачные, военные (коллективный танец с оружием), театральные (с элементами пантомимы) и даже салонные. Мужчины и женщины танцевали порознь.

## Средневековье
С распространением христианства танцы начинают восприниматься как пережиток язычества и подвергаются критике. Ритуальный танец практически исчезает. Пляски превращаются в низменное порицаемое занятие: пляска святого Вита и пляска смерти XIV века. Тем не менее, в Европе начинается "танцевальная революция", когда танец становится привилегией господствующего класса. Постепенно формируется и приобретает важное значение салонный танец и понятие бала, где завершенный вид получает парный танец с непременным кавалером и дамой. Первый бал исторически зафиксирован в 1385 году в Амьене. Примером староевропейского танца является бранль, павана, аллеманда, фанданго, сардана, муишеранга. Вместе с цыганами приходит танец фламенко. В Польше распространение получил краковяк.

## Новое Время
В 1589 году появляется танцевальный учебник Туано Арбо, который свидетельствует о появлении классического танца. В XVII веке появляется балет, с такими характерными танцами как менуэт и контрданс. В 1713 году в Париже была учреждена первая балетная школа, занятия которой проводились в Королевской опере. В XVIII веке появляется вальс, болеро и кадриль, а в XIX веке - полька. Известной балериной XIX века была исполнительница роли Жизель Карлотта Гризи.
В 1830 году в Париже (Монпарнас) появился сценический женский танец канкан, отличительным элементом которого были энергичные махи ногами, поднятие юбок и эффектный шпагат в конце. Известной исполнительницей канкана была Ла Гулю. В 1868 году во Франции появился такой танцевальный жанр как бурлеск, от которого впоследствии отпочковался стриптиз (Мулен Руж, 1893 год).
В 1892 году появляется Танец модерн (Лои Фуллер), который впоследствии развила и популяризовала Айседора Дункан
В 1911 году образуется Русский балет Дягилева, в котором активное участие принимали Вацлав Нижинский и Матильда Кшесинская. В 1934 году Ваганова публикует работу Основы классического танца

## Новейшее время
В начале XX века появились такие танцы, как фокстрот, чарльстон, ча-ча-ча. Немалую роль в появлении современного танца сыграла афроамериканская традиция свинга и музыка джаз. Конфликтность танца партнеров акцентирована в танцах пасодобль и танго. Мировую известность приобрела бразильская карнавальная самба. Взаимопроникновение восточных и западных традиций создали такое танцевальное направление, как японское буто. В 1970-х годах в Нью-Йорке возникает контактная импровизация — техника, оказавшая значительное влияние на развитие западного современного танца. В это же время в американской уличной хип-хоп культуре зарождается брейкинг.
В конце XX века под влиянием клубной субкультуры появились танцы с характерными эротическими движениями, такие, как гоу-гоу.